# Direction des Affaires juridiques
Pour les articles homonymes, voir DAJ.
La direction des affaires juridiques des ministères économiques et financiers (DAJ) est une direction à vocation ministérielle et interministérielle chargée des affaires juridiques des ministères économiques et financiers français.
Depuis le 13 mai 2024, Clémence Olsina est directrice des affaires juridiques.

## Histoire
La direction des affaires juridiques des ministères économiques et financiers est créée le 2 novembre 1998. Elle est issue de la fusion de trois services : le service contentieux de l’agent judiciaire du trésor public (depuis 2012, appelé « agent judiciaire de l’État »), le secrétariat général de la commission centrale des marchés et la sous-direction des affaires juridiques et contentieuses (anciennement rattachée à la direction générale de l’administration et des finances du secrétariat d’État chargé de l’industrie),.
Le 1er janvier 2020, l’Agence du patrimoine immatériel de l’État est fusionnée à la direction des affaires juridiques au sein de la nouvelle « mission d’appui au patrimoine immatériel de l’État ». Ce rattachement a été décidé par le Comité interministériel de la transformation publique du 15 novembre 2019 pour mutualiser les ressources et rechercher une meilleure performance de la dépense publique et de l’administration.

## Missions

### Conseil et assistance juridique
La direction des affaires juridiques « exerce une fonction de conseil, d’expertise et d’assistance » juridiques auprès des services du ministère chargé de l’économie et des finances, des autres administrations de l’État et de leurs établissements publics.

### Coordination normative
Sous réserve des attributions de la direction de la législation fiscale, la direction des affaires juridiques coordonne l’élaboration de textes législatifs et réglementaires des ministères économiques et financiers, notamment en matière de droit de la commande,, et du domaine publics. Elle assure le suivi de l’application des lois. Elle coordonne les travaux de transposition des directives et le suivi des contentieux,.

### Gestion du patrimoine immatériel de l’État
La direction des affaires juridiques, par l’intermédiaire de la mission d’appui au patrimoine immatériel de l’État, est également chargée de la gestion des portefeuilles de marques des administrations, c’est-à-dire de protéger les marques et les noms de domaine de l’État.

### Agent judiciaire de l’État
Pour un article plus général, voir Agent judiciaire de l'État en France.
Le directeur des affaires juridiques est, en outre, agent judiciaire de l’État.
Il exerce, à ce titre, la représentation de l’État devant les juridictions de l’ordre judiciaire pour les causes étrangères à la matière fiscale, domaniale, de l’enseignement, d’expropriation et de réquisition. Il assure la défense des intérêts pécuniaires de l’État devant les tribunaux judiciaires. En tant qu’agent judiciaire de l’État, la direction des affaires juridiques agit aussi bien en demande, pour recouvrer des créances de l’État, qu'en défense, concernant des dettes réclamées à l’État.

## Organisation

### Services
Outre le département des ressources qui assure les fonctions support, la direction des affaires juridiques est composée de quatre sous-directions en fonction des branches du droit, :
- la sous-direction « droit de la commande publique » (réglementation générale ; conseil aux acheteurs ; économie statistiques et techniques de l’achat public) ;
- la sous-direction « droit privé et droit pénal » (droit privé général ; droit pénal et de la protection juridique ; droit de la réparation civile) ;
- la sous-direction « droit public et droit européen et international » (droit public général ; droit européen et international) ;
- la sous-direction « droit des régulations économiques » (droit financier ; droit public des affaires ; droit de l’industrie, de l’énergie et des réseaux de communication).

Issue de l’Agence du patrimoine immatériel de l’État, une mission d’appui au patrimoine immatériel de l’État est créée à la DAJ le 1er janvier 2020.

### Directeur des affaires juridiques
Le directeur des affaires juridiques, agent judiciaire de l’État, est nommé par le président de la République, par un décret en Conseil des ministres. Il est assisté d’un chef de service, adjoint au directeur.
| Identité            | Période      | Période    |
| Identité            | Début        | Fin        |
| ------------------- | ------------ | ---------- |
| Laure Bédier (d)    | 28 août 2017 | 6 mai 2024 |
| Clémence Olsina (d) | 13 mai 2024  |            |

Auparavant et depuis le 28 août 2017, Laure Bédier a été directrice des affaires juridiques. Issue du corps des administrateurs du Sénat puis intégrée dans le corps des membres du Conseil d’État en tant que maître des requêtes le 27 avril 2007, Laure Bédier est nommée directrice des affaires juridiques et agent judiciaire de l’État le 28 août 2017. Elle occupait auparavant les fonctions de directrice des affaires juridiques de l’Assistance publique - Hôpitaux de Paris (AP-HP). À son poste de directrice des affaires juridiques des ministères économiques et financiers, elle est nommée conseillère d’État le 21 août 2019.